# Arith
|  | Per a altres significats, vegeu «Mont Arith». |

Arith és un municipi francès al departament de Savoia i a la regió d'Alvèrnia-Roine-Alps. L'any 2007 tenia 373 habitants.

## Demografia

### Població
El 2007 la població de fet d'Arith era de 373 persones. Hi havia 163 famílies de les quals 60 eren unipersonals (28 homes vivint sols i 32 dones vivint soles), 47 parelles sense fills, 44 parelles amb fills i 12 famílies monoparentals amb fills.
La població ha evolucionat segons el següent gràfic:

### Habitatges
El 2007 hi havia 269 habitatges, 166 eren l'habitatge principal de la família, 85 eren segones residències i 18 estaven desocupats. 229 eren cases i 33 eren apartaments. Dels 166 habitatges principals, 123 estaven ocupats pels seus propietaris, 39 estaven llogats i ocupats pels llogaters i 5 estaven cedits a títol gratuït; dues tenien una cambra, 9 en tenien dues, 30 en tenien tres, 46 en tenien quatre i 79 en tenien cinc o més. 139 habitatges disposaven pel capbaix d'una plaça de pàrquing. A 66 habitatges hi havia un automòbil i a 78 n'hi havia dos o més.

### Piràmide de població
La piràmide de població per edats i sexe el 2009 era:
| Homes | Edats   | Dones |
| ----- | ------- | ----- |
| 0     | 95 o +  | 0     |
| 0     | 90 a 94 | 0     |
| 4     | 85 a 89 | 4     |
| 0     | 80 a 84 | 0     |
| 8     | 75 a 79 | 0     |
| 0     | 70 a 74 | 8     |
| 16    | 65 a 69 | 0     |
| 4     | 60 a 64 | 8     |
| 4     | 55 a 59 | 12    |
| 8     | 50 a 54 | 4     |
| 4     | 45 a 49 | 16    |
| 8     | 40 a 44 | 4     |
| 20    | 35 a 39 | 8     |
| 20    | 30 a 34 | 16    |
| 8     | 25 a 29 | 16    |
| 0     | 20 a 24 | 8     |
| 12    | 15 a 19 | 12    |
| 4     | 10 a 14 | 12    |
| 12    | 5 a 9   | 8     |
| 20    | 0 a 4   | 12    |

## Economia
El 2007 la població en edat de treballar era de 242 persones, 191 eren actives i 51 eren inactives. De les 191 persones actives 177 estaven ocupades (99 homes i 78 dones) i 14 estaven aturades (6 homes i 8 dones). De les 51 persones inactives 24 estaven jubilades, 14 estaven estudiant i 13 estaven classificades com a «altres inactius».

### Ingressos
El 2009 a Arith hi havia 157 unitats fiscals que integraven 364,5 persones, la mediana anual d'ingressos fiscals per persona era de 17.946 €.

### Activitats econòmiques
Dels 23 establiments que hi havia el 2007, dues eren d'empreses alimentàries, 1 d'una empresa de fabricació d'altres productes industrials, 4 d'empreses de construcció, dues d'empreses de comerç i reparació d'automòbils, 1 d'una empresa de transport, 4 d'empreses d'hostatgeria i restauració, dues d'empreses de serveis, 6 d'entitats de l'administració pública i 1 d'una empresa classificada com a «altres activitats de serveis».
Dels 6 establiments de servei als particulars que hi havia el 2009, 1 era un taller de reparació d'automòbils i de material agrícola, 2 guixaires pintors, 1 fusteria i 2 restaurants.
L'únic establiment comercial que hi havia el 2009 era una fleca.
L'any 2000 a Arith hi havia 9 explotacions agrícoles que ocupaven un total de 228 hectàrees.

## Equipaments sanitaris i escolars
El 2009 hi havia una escola elemental integrada dins d'un grup escolar amb les comunes properes formant una escola dispersa.

## Poblacions properes
El següent diagrama mostra les poblacions més properes.